# 清照寺 (所沢市)
清照寺（せいしょうじ）は、埼玉県所沢市にある真言宗豊山派の寺院。

## 歴史
鎌倉時代末期、「星見小太郎」という人物が庵を結び、その後の1656年（明暦2年）に寂した「賢誉」という僧侶が小太郎の庵を寺として整備したとも、文禄年間（1592年 - 1596年）に当地の領主の久松忠次が別の場所にあった「安楽寺」を移したのが起源ともいわれている。なお、忠次の子孫は当地を領する旗本となり、旗本久松氏歴代の墓もある。
1892年（明治25年）から9年間、当寺の本堂は当地の小学校の仮校舎となった。
当初、当寺の場所は現在の山口貯水池（狭山湖）の湖底にあった。1930年（昭和5年）、貯水池の造成に伴い、現在地に移転した。

## 文化財
- 旗本久松氏の墓（所沢市指定文化財 平成25年8月1日指定）[2]

## 交通アクセス
- 西武球場前駅より徒歩12分。